# ГЕС Khimti
ГЕС Khimti – гідроелектростанція у Непалі. Використовує ресурс із річки Khimti, лівої притоки Тамакоші, котра в свою чергу є лівою притокою Сан-Коші – верхньої течії Коші, великої лівої притоки Гангу.
Ресурс, захоплений за дропомогою водозабірної споруди висотою 2,5 метра, спершу надходить до розташованих на правобережжі двох басейнів для видалення осаду розмірами 90х12х2 метра. Підготована вода прямує дериваційним тунелем довжиною 7,6 км з перетином 11,5 м2, який переходить у напірний водовід довжиною 0,9 км зі спадаючим діаметром від 2 до 1,8 метра. 
Машинний зал станції споруджений у підземному виконанні, а доступ до нього здійснюється через тунель довжиною 0,9 км з перетином 22 м2. Тут встановлено п’ять турбін типу Пелтон потужністю по 12,5 МВт, які використовують чистий напір у 660 метрів та забезпечують виробництво 350 млн кВт-год електроенергії на рік.
Відпрацьована вода по відвідному тунелю довжиною 1,4 км з перетином 15 м2 транспортується до Тамакоші.
Видача продукції відбувається по ЛЕП, розрахованій на роботу під напругою 132 кВ.